# Pierre Yves Sène
Pour les articles homonymes, voir Sène.
Pierre Yves Fily Sène, né le 5 avril 1964, est un judoka sénégalais.

## Carrière
Pierre Yves Sène est médaillé de bronze dans la catégorie des poids mi-légers aux Championnats d'Afrique de judo 1986 à Casablanca.
Il est éliminé en seizièmes de finale dans la catégorie des moins de 65 kg par le Japonais Yosuke Yamamoto et sorti en repêchages par le Danois Tommy Mortensen aux Championnats du monde de judo 1987 à Essen.
Aux Jeux olympiques d'été de 1988 à Séoul, il est éliminé en huitièmes de finale par le Néo-Zélandais Brent Cooper (en) dans la catégorie des moins de 65 kg.
Aux Championnats d'Afrique de judo 1989 à Abidjan, il est médaillé de bronze par équipes.
Aux Jeux olympiques d'été de 1992 à Barcelone, il est éliminé en huitièmes de finale par l'Uruguayen Jorge Steffano (en).